# Grotten van Sainte-Anne
De Grotten van Sainte-Anne zijn grotten gelegen ten zuiden van Tilff aan de weg naar Esneux, de N633, gelegen aan de Ourthe in de Belgische provincie Luik. Net buiten de bebouwde kom van Tilff liggen links aan de noordkant van de weg uitstekende rotsen met daarbij parkeerplaatsen. Bij de zuidelijkste rots gaat er een trap omhoog naar onder andere de ingang van de grot met een stalen traliehek in een betonnen kozijn.

## Opbouw
Het ingangsportaal van de grot is 4 tot 5 meter hoog, tien meter breed en vijftien meter diep.
De grot bestaat uit 3 niveaus die onderling met elkaar verbonden zijn. De ingang geeft toegang tot het op een na onderste niveau. In het onderste en een deel van het een na onderste niveau stroomt een onderaardse rivier. Vanuit dat niveau kan men naar het niveau erboven komen en nog verder naar het bovenste gedeelte van de grot. Vooral in het een na onderste niveau zijn er vele wegen te kiezen.
De grot is veelzijdig met vele passages, grote en kleine galerijen, putten, en meer.
In de grot stroomt altijd water van zeven verschillende waterlopen die op verschillende niveaus binnenkomen.

## Geschiedenis
In 1837 werd de grot ontdekt tijdens werkzaamheden in de nabijgelegen steengroeve.
Door de vele bezoekers per dag in het verleden (soms wel 300 per dag), met onder andere wachtrijen bij de bottle-neck, zijn er talloze beschadigingen opgetreden door het in- en uitlopen van mensen. Om die reden onder andere is in 1992 de grot afgesloten en is er een sleutelregeling gekomen voor wie de grot wil bezoeken.